# Ordine della Stella africana
L'Ordine della Stella africana (in olandese Orde van de Afrikaanse Ster; in francese Ordre de l'Étoile africaine) fu un ordine cavalleresco fondato dal re Leopoldo II del Belgio il 30 dicembre 1888, in quanto regnante dello Stato Libero del Congo e concesso pertanto a quanti avessero prestato servizio nel Congo belga a favore della "promozione della civilizzazione africana in generale". Esso venne incorporato nel sistema delle onorificenze del Regno del Belgio il 10 ottobre 1908 a seguito dell'annessione del Libero Stato del Congo al Belgio. Il Re dei Belgi ne ricopre il grado di Gran Maestro. Anche se ad oggi il Congo non è più una colonia belga, l'Ordine viene comunque considerato come parte delle onorificenze del regno del Belgio anche se non più in uso di fatto dal 1960. L'Ordine della Stella africana viene concesso per decreto reale.

## Classi
L'Ordine della Stella africana dipende dal Ministero degli Esteri belga e dispone di cinque gradi di benemerenza e tre medaglie:
- Cavaliere di Gran Croce, che indossa la medaglia agganciata alla fascia che scorre dalla spalla destra al fianco sinistro, oltre alla stella posta sulla parte sinistra del petto;
- Grand'Ufficiale, che viene indossata al collo assieme ad una stella più piccola sulla parte sinistra del petto;
- Commendatore, che indossa la decorazione al collo;
- Ufficiale, che indossa l'insegna ad un nastro con rosetta sulla parte sinistra del petto;
- Cavaliere, che indossa la medaglia sulla parte sinistra del petto;
- Medaglia d'Oro indossata sulla parte sinistra del petto;
- Medaglia d'Argento indossata sulla parte sinistra del petto;
- Medaglia di Bronzo indossata sulla parte sinistra del petto.

| Collare dell'Ordine | Collare dell'Ordine | Collare dell'Ordine | Collare dell'Ordine | Collare dell'Ordine |
| ------------------- | ------------------- | ------------------- | ------------------- | ------------------- |
| Dritto - Rovescio   |                     |                     |                     |                     |
| Nastri e insegne    |                     |                     |                     |                     |
| Gran Croce          | Grand'Ufficiale     | Commendatore        | Ufficiale           | Cavaliere           |
|                     |                     |                     |                     |                     |
| Fascia - Placca     | Stella              | Insegna             | Insegna             | Insegna             |
|                     | Medaglia d'Oro      | Medaglia d'Argento  | Medaglia di Bronzo  |                     |
| .                   |                     |                     |                     | .                   |
| .                   | Medaglia            | Medaglia            | Medaglia            | .                   |

## Insegne
- La medaglia dell'Ordine è composta di una stella a cinque punte smaltate di bianco bordata di blu, circondata da una corona di foglie di palma di colore verde, il tutto sormontato da una corona reale in oro. Il disco centrale riporta una stella dorata su sfondo blu, il tutto circondato da un anello d'oro che riporta il motto dell'Ordine. Sul retro si trova una "L" attorniata da due rami di palma.
- Il nastro dell'Ordine è azzurro con una striscia bianca in centro. In tempo di guerra può essere con una palma d'argento o d'oro.

## Condizioni di concessione
L'Ordine della Stella africana veniva concesso espressamente per meriti di servizio nel Congo belga. La sua concessione fu ad ogni modo molto rara e richiedeva l'approvazione del Consiglio dei ministri.